# Vitna vas
Vitna vas este o localitate din comuna Brežice, Slovenia, cu o populație de 54 de locuitori.